# Nanni Cagnone
Nanni Cagnone (nació en 1939 en Carcare, Liguria) es un poeta, novelista, ensayista y dramaturgo Italiano. Debutó como poeta en 1954, y desde entonces ha escrito varios libros, sobre todo poesía, pero también obras de teatro y novelas, ensayos teóricos y aforismos, desde Los jóvenes discapacitados (1967) a La Conferencia de Oslo (2008). Él es hermano del artista Angelo Cagnone y está casado con Sandra Victoria Holt de Hoyos. Actualmente vive en Bomarzo.
- Premio Nápoles 2019, Premio Fundación Roma 2025 *

## Biografía
En los años sesenta-setenta fue redactor y director de una serie de la Editorial Lerici, redactor de Marcatré (una revista de vanguardia para el arte, la literatura, la música), redactor jefe de Design Italia, y más recientemente fundó y dirigió la editorial italiana Coliseum. También fue profesor de estética, y ha contribuido con artículos a periódicos y revistas culturales, entre ellos: Chelsea Review, Incognita, Alea, Or, Il Giornale, Il Messaggero, Bonniers Litterära Magasin, FMR, Il Verri. Sus traducciones incluyen The Wreck of the Deutschland de Gerard Manley Hopkins, Agamenón de Esquilo y The Heads of the Town Up to the Aether de Jack Spicer y Intolerante superficie de Gabriel Magaña Merlo.
Las obras de Cagnone se caracterizan por una meditación limpia, casi purista, donde se comprimen la mitología y la modernidad, el sentimiento y la crítica en una recuperación ontológica peculiar y intensa. Se dice que Cagnone es uno de los poetas más innovadores y distintivos de la literatura europea contemporánea. Sus poemas se utilizan como fuente de inspiración para la música contemporánea. El compositor noruego Harald Sæther ha escrito un ciclo de canciones con algunas poesías de Index Vacuus, la cantata Obstupescit Venti Cinque con What’s Hecuba to Him or He to Hecuba? y A, in altre parole B para tres cuartetos vocales con el poema con el mismo título.
De su propia poesía, Cagnone escribe: «La poesía es un intervalo entre nosotros y las cosas, este sentimiento interrumpido, el objeto perdido en el hogar del deseo. La poesía es una obra extraña, algo que el sueño puede enseñar al despertar. Exige un sentimiento pasivo, un pensamiento receptivo y deseos aprendidos por el responder. La poesía no es el acto de recoger el mundo como un salvador de sentido o un adulador de la lengua, pero el culto sin propósito de una excesiva figura y la experiencia de una fidelidad: la de el Dicho, que no quiere dejar a su amante Silenciosa. La poesía es actuar más allá, más allá de lo que uno logra pensar».